# NGC 1190
NGC 1190 (другие обозначения — MCG −3-8-62, HCG 22B, PGC 11508) — линзообразная галактика (S0) в созвездии Эридан. Открыта Фрэнком Ливенвортом в 1885 году. Описание Дрейера: «очень тусклый, очень маленький объект круглой формы, расположен к западу от NGC 1209». Галактика принадлежит к Компактной группе Хиксона 22.
Этот объект входит в число перечисленных в оригинальной редакции «Нового общего каталога». Вторая версия Индекс-каталога содержит исправленные координаты относительно указанных в Новом общем каталоге, но даже с учётом поправки на прецессию оси Земли они отличаются на 0,7' от реальных.